# Chapelle de Bogdan Dunđerski près de Bečej
La chapelle de Bogdan Dunđerski près de Bečej (en serbe cyrillique : Капела Богдана Дунђерског код Бечеја ; en serbe latin : Kapela Bogdana Dunđerskog kod Bečeja) est une chapelle située près de Bečej, dans la province autonome de Voïvodine, dans la municipalité de Bečej et dans le district de Bačka méridionale en Serbie. Elle est inscrite sur la liste des monuments culturels de grande importance de la république de Serbie (identifiant no SK 1187).
La chapelle est située dans le parc du château Fantast.

## Présentation

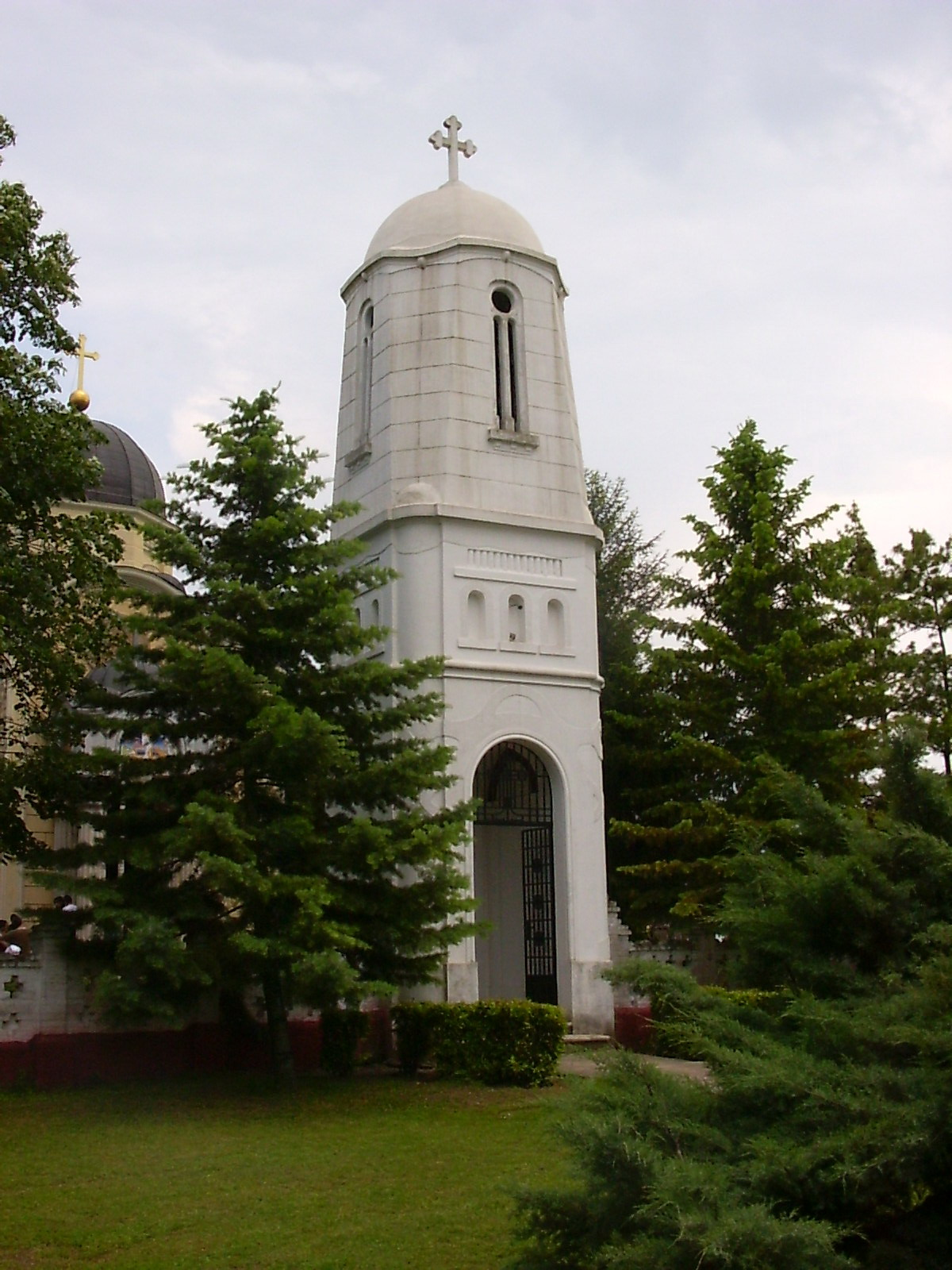
Autre vue de la chapelle

La chapelle a été construite au début des années 1930 pour servir de chapelle funéraire à Bogdan Dunđerski, un membre de la famille Dunđerski, une famille de riches marchands. Les plans de l'édifice ont été dessinés par l'architecte tchèque Josip Kraus.
La chapelle est construite sur un plan en croix et est surmontée d'un dôme ; la façade occidentale est précédée d'un porche. Les façades nord et sud sont ornées de trèfles et l'abside dispose de trois fenêtres décorées dans l'esprit de l'école moravienne du Moyen Âge.
À l'intérieur, l'iconostase, symétrique et simplement décorée, a été peinte par Uroš Predić, un familier et un protégé de la famille Dunđerski ; ses icônes sont caractéristiques du réalisme académique propre à cet artiste et respectent les canons de la peinture orthodoxe. Les cartons de Predić ont également servi à la réalisation des plaques de faïence présentes dans les lunettes du porche, tandis que des reliefs en bronze avec les portraits de Dunđerski et de Predić sont l'œuvre du sculpteur Đorđe Jovanović.